# Saint-Barthélemy, Québec
Saint-Barthélemy är en kommun av typen socken (municipalité de paroisse) i provinsen Québec i Kanada. Den ligger i regionen Lanaudière, i den sydöstra delen av landet, 210 km öster om huvudstaden Ottawa.